# Ludwig Bieberbach
Ludwig Georg Elias Moses Bieberbach (Goddelau, 4 de dezembro de 1886 — Oberaudorf, 1 de setembro de 1982) foi um matemático alemão.
Filho de Eberhard Bieberbach e de Lina Ludwig, estudou nas universidades de Heidelberg e Göttingen. Doutorado em 1910, foi Privatdozent na Universidade de Königsberg. Em 1913, foi professor efetivo na Universidade de Basileia, em 1915 na Universidade de Frankfurt, e de 1921 a 1945 na Universidade de Berlim.
Desenvolveu a análise complexa e suas aplicações a outras áreas da matemática, publicando 130 artigos técnicos e livros sobre o tema.

## Biografia
Nascido em Goddelau, perto de Darmstadt, ele estudou em Heidelberg e com Felix Klein em Göttingen, recebendo seu doutorado em 1910. Sua dissertação foi intitulada Na teoria das funções automórficas (alemão: Theorie der automorphen Funktionen). Ele começou a trabalhar como Privatdozent em Königsberg em 1910 e como Professor ordinarius na Universidade de Basel em 1913. Ele lecionou na Universidade de Frankfurt em 1915 e na Universidade de Berlim de 1921–45.
Bieberbach escreveu uma tese de habilitação em 1911 sobre grupos de movimentos euclidianos - identificando as condições sob as quais o grupo deve ter um subgrupo translacional cujos vetores abrangem o espaço euclidiano - que ajudou a resolver o 18º problema de Hilbert. Ele trabalhou em análise complexa e suas aplicações a outras áreas da matemática. É conhecido por seus trabalhos sobre dinâmica em diversas variáveis complexas, onde obteve resultados semelhantes aos de Fatou. Em 1916, ele formulou a conjectura de Bieberbach, afirmando uma condição necessária para uma função holomórfica mapear o disco unitário aberto injetivamente no plano complexo em termos da série de Taylor da função. Em 1984, Louis de Branges provou a conjectura (por esta razão, a conjectura de Bieberbach é às vezes chamada de teorema de de Branges). Também existe um teorema de Bieberbach sobre grupos espaciais. Em 1928, Bieberbach escreveu um livro com Issai Schur intitulado Über die Minkowskische Reduktiontheorie der positiven quadratischen Formen .
Bieberbach foi palestrante no Congresso Internacional de Matemáticos realizado em Zurique em 1932.

## Política
Bieberbach juntou-se ao Sturmabteilung em 1933 e ao NSDAP em 1937. Ele estava entusiasticamente envolvido nos esforços para demitir seus colegas judeus, incluindo Edmund Landau e seu ex-co-autor Schur, de seus cargos. Ele também facilitou as prisões pela Gestapo de alguns colegas próximos, como Juliusz Schauder. Bieberbach foi fortemente influenciado por Theodore Vahlen, outro matemático alemão e anti-semita, que junto com Bieberbach fundou o movimento "Deutsche Mathematik" ("matemática alemã") e jornal de mesmo nome. O objetivo do movimento era encorajar e promover um "alemão" (neste caso, significando intuicionista) estilo em matemática. A ideia de Bieberbach e Vahlen de ter matemática alemã era apenas parte de uma tendência mais ampla da comunidade científica na Alemanha nazista de dar às ciências um caráter racial; houve também movimentos pseudocientíficos para "Deutsche Physik", "química alemã" e "biologia alemã". Em 1945, Bieberbach foi demitido de todas as suas posições acadêmicas por causa de seu apoio ao nazismo, mas em 1949 foi convidado a dar uma palestra na Universidade de Basel por Ostrowski, que considerou as visões políticas de Bieberbach irrelevantes para suas contribuições para o campo da matemática.

## Citação
“… A imaginação espacial é uma característica das raças germânicas, enquanto o raciocínio lógico puro tem um desenvolvimento mais rico entre as raças românicas e hebraicas.… Na esfera intelectual a raça mostra-se na forma de criação, na avaliação dos resultados, e eu acho também no ponto de vista considerando questões fundamentais. ... O formalismo quer construir um reino de verdades matemáticas que seja independente do homem, enquanto o intuicionismo se baseia na ideia de que o pensamento matemático é um esforço humano e, portanto, não pode ser separado do homem." (em Stilarten mathematischen Schaffens, ou seja, Estilos de criação / esforço matemático, p. 357).

## Publicações
- Zur Theorie der automorphen Funktionen. Inaugural-Dissertation zur Erlangung der Doktorwürde der hohen philosophischen Fakultät der Georg-August-Universität zu Göttingen, Göttingen, 1910.
- Über einen Satz des Herrn C. Jordan in der Theorie der endlichen Gruppen linearer Substitutionen. Verlag der Königlich Preussischen Akademie der Wissenschaften, Berlin 1911. (= Sitzungsberichte der Königlich Preussischen Akademie der Wissenschaften X, 1911).
- Einführung in die konforme Abbildung. de Gruyter, Berlin 1915
- Funktionentheorie. Teubner, Leipzig 1922. (= Teubners Techn. Leitfäden, 14)
- Theorie der Differentialgleichungen. Vorlesungen aus dem Gesamtgebiet der gewöhnlichen und  der partiellen Differential-Gleichungen. 1923, Berlin (=Grundlehren der  mathematischen Wissenschaften 6)
- Differential- und Integralrechnung. Band 1 Differentialrechnung. 1927
- Lehrbuch der Funktionentheorie. Band 2 Moderne Funktionentheorie. Teubner, Leipzig und Berlin 1927
- Vorlesungen über Algebra, Unter Benutzung der dritten Auflage des gleichnamigen Werkes von Dr. Gustav Bauer. 4. Auflage, Teubner, Berlin und Leipzig 1928.
- Theorie der Differentialgleichungen. Vorlesungen aus dem Gesamtgebiet der gewöhnlichen und der partiellen Differentialgleichungen. Dritte neubearbeitete Auflage. Springer, Berlin 1930 (= Die Grundlehren der Mathematischen Wissenschaften in Einzeldarstellungen mit besonderer Berücksichtigung der Anwendungsgebiete. Band VI)
- Lehrbuch der Funktionentheorie. Band I Elemente der  Funktionentheorie. Leipzig 1930
- Analytische Geometrie. Leipzig 1930.
- Projektive Geometrie. Teubner, Leipzig und Berlin 1931.
- Differentialgeometrie. 1932
- Einleitung in die höhere Geometrie. Leipzig 1933 (=Teubner's mathematische Leitfäden, Band 39)
- Galilei und die Inquisition. München 1938
- Carl Friedrich Gauß. Ein deutsches Gelehrtenleben. Keil, Berlin 1938.
- Einführung in die konforme Abbildung. De Gruyter, Berlin 1949.
- Theorie der geometrischen Konstruktionen. Basel 1952 (= Mathematische Reihe, Band 13)
- Theorie der gewöhnlichen Differentialgleichungen auf funktionentheoretischer Grundlage dargestellt. Berlin 1953. (= Die Grundlehren der mathematischen Wissenschaften in Einzeldarstellungen, Band LXVI)
- Analytische Fortsetzung. Berlin 1955 (=Ergebnisse der Mathematik und ihrer Grenzgebiete, Band 3)
- Einführung in die Theorie der Differentialgleichungen im reellen Gebiet. Springer, Berlin, Göttingen, Heidelberg 1956.
- Einführung in die analytische Geometrie. 6. Auflage, Bielefeld 1962.